# 皆野站

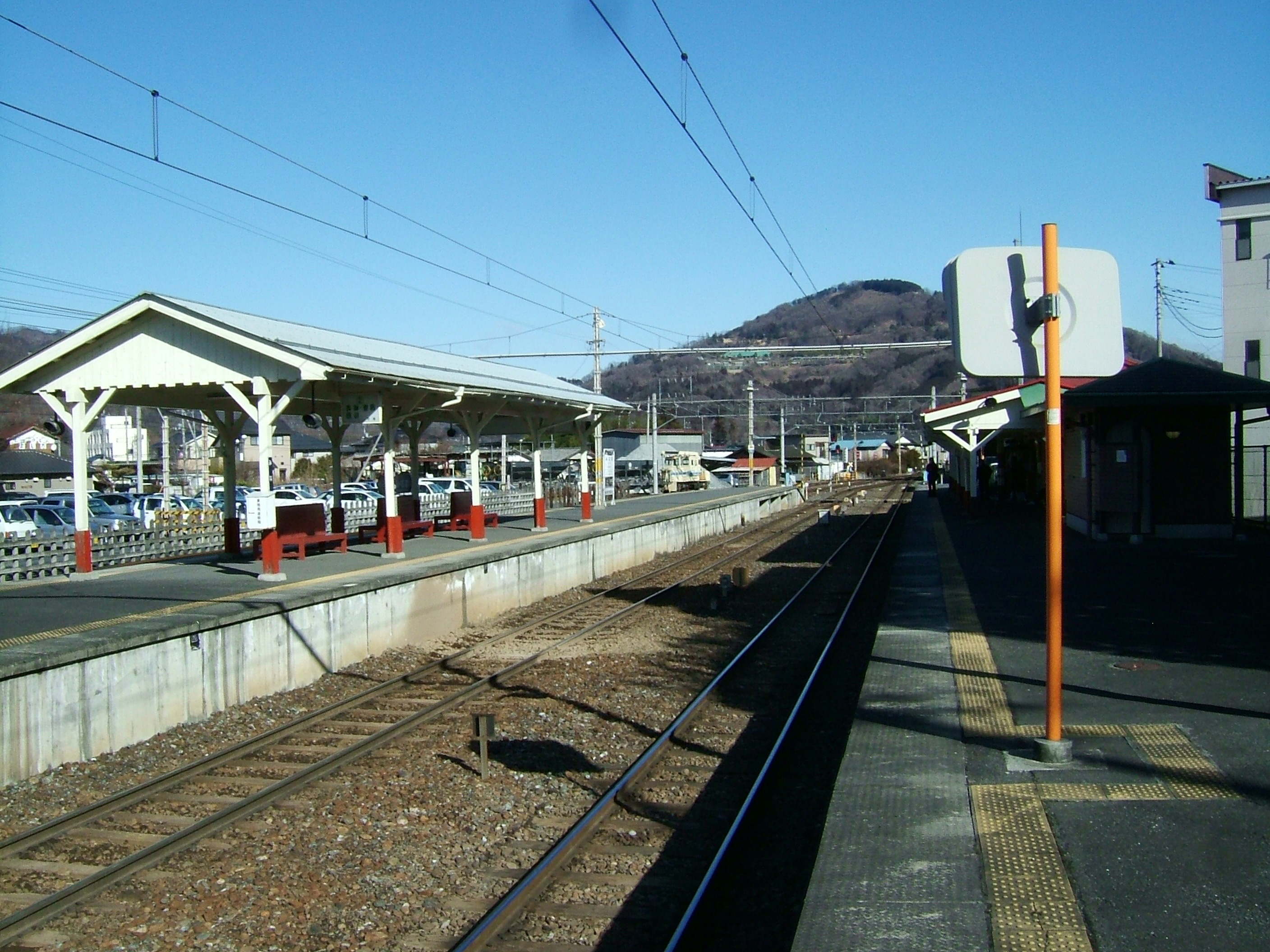
月台（2008年2月）

皆野站（日语：／ Minano eki */?）是位於埼玉縣秩父郡皆野町大字皆野971番2號，秩父鐵道的秩父本線車站。

## 歷史
- 1914年（大正3年）10月27日 - 車站啟用。

## 車站構造
此站是地面車站，設有1面1線的單式月台和1面2線的島式月台。此站是由寄居站管理的業務委託車站。車站職員當值時間為平日7:00～22:10，和星期六日7:30～19:00。在檢票口內設有廁所（濕廁）。

### 月台
| 月台 | 路線    | 方向                                              |
| ---- | ------- | ------------------------------------------------- |
| 1    | ■秩父線 | 秩父、三峰口方向 ■西武線直通 飯能、所澤、池袋方向 |
| 2    | ■秩父線 | 長瀞、寄居、熊谷、行田市、羽生方向                |

## 使用狀況
- 在2018年度1日平均乘車人次為547人[1]。

| 年度               | 1日平均 乘車人次 |
| ------------------ | ---------------- |
| 2009年（平成21年） | 662              |
| 2010年（平成22年） | 666              |
| 2011年（平成23年） | 652              |
| 2012年（平成24年） | 637              |
| 2013年（平成25年） | 618              |
| 2014年（平成26年） | 628              |
| 2015年（平成27年） | 612              |
| 2016年（平成28年） | 607              |
| 2017年（平成29年） | 537              |
| 2018年（平成30年） | 547              |

## 車站周邊
- 國道140號
- 埼玉縣道43號皆野荒川線（日语：埼玉県道43号皆野荒川線） - 站前
- 埼玉縣道206號皆野停車場線（日语：埼玉県道206号皆野停車場線）
- 荒川
  - 皆野橋（日语：皆野橋）
  - 新皆野橋（日语：新皆野橋）
- 皆野町公所
- 秩父消防署皆野分署
- 皆野郵局
- 木槿自然公園

## 巴士路線
| 乘車處   | 系統     | 主要途經                         | 目的地     | 巴士公司     | 備註 |
| -------- | -------- | -------------------------------- | ---------- | ------------ | ---- |
| 皆野站   | 三澤線   | 親鼻站、中三澤、秩父站           | 西武秩父站 | 西武觀光巴士 |      |
| 皆野站前 | 日野澤線 | 長生莊、根古谷橋、秩父華嚴前     | 西立澤     | 皆野町營巴士 |      |
| 皆野站前 | 金澤線   | 長生莊、根古谷橋、伊呂波橋折返場 | 浦山       | 皆野町營巴士 |      |

## 相鄰車站
秩父鐵道
秩父本線
SL「Paleo Express」、急行「秩父路」
長瀞－皆野－秩父
普通
親鼻－皆野－和銅黑谷

## 注腳
1. ↑  不同秩父鐵道站的上下車人次 （页面存档备份，存于）（日語）

## 外部連結
- 車站情報 皆野站（秩父鐵道） （页面存档备份，存于）（日語）